# Sielsowiet Nacz
Sielsowiet Nacz (biał. Нацкі сельсавет, ros. Начский сельсовет) – sielsowiet na Białorusi, w obwodzie brzeskim, w rejonie hancewickim, z siedzibą w Naczy.
Według spisu z 2009 sielsowiet Nacz zamieszkiwało 1306 osób w tym 1289 Białorusinów (98,70%), 12 Rosjan (0,92%), 3 Ukraińców (0,23%) i 2 Polaków (0,15%).

## Miejscowości
- agromiasteczko:
  - Ostrów
- wsie:
  - Huta
  - Jasieniec
  - Kryszyłowicze
  - Kukowo-Bór
  - Łoktysze
  - Mielniki
  - Nacz